# Big TV
Big TV – trzeci album studyjny brytyjskiego zespołu rockowego White Lies, wydany 12 sierpnia 2013 nakładem wytwórni Fiction Records.

## Lista utworów[1]
1. „Big TV” – 5:27
2. „There Goes Our Love Again” – 3:36
3. „Space One” – 0:48
4. „First Time Caller” – 3:34
5. „Mother Tongue” – 3:23
6. „Getting Even” – 4:56
7. „Change” – 4:51
8. „Be Your Man” – 4:23
9. „Space Two” – 1:10
10. „Tricky To Love” – 4:17
11. „Heaven Wait” – 4:42
12. „Goldmine” – 3:56

## Twórcy
- Harry McVeigh – wokal prowadzący, gitara rytmiczna, keyboard
- Charles Cave – gitara basowa, wokal wspierający
- Jack Lawrence-Brown – perkusja

## Poszczególne wydawnictwa
| Region                  | Data             | Format                   | Nakładem               |
| ----------------------- | ---------------- | ------------------------ | ---------------------- |
| Wielka Brytania, Europa | 12 sierpnia 2013 | CD, LP, digital download | Fiction Records        |
| Stany Zjednoczone       | 20 sierpnia 2013 | CD, LP, digital download | Harvest Records        |
| Kanada                  | 20 sierpnia 2013 | CD, LP, digital download | Universal Music Canada |